# Ricardo Miranda
Ricardo Miranda (sinh ngày 22 tháng 8 năm 1976) là một chính khách và đoàn viên công đoàn Canada, người đã được bầu vào Hội đồng lập pháp Alberta trong tổng tuyển cử Alberta 2015 đại diện cho khu vực bầu cử của thành phố Calgary-Cross.
Vào ngày 2 tháng 2 năm 2016, Miranda được bổ nhiệm làm Bộ trưởng Bộ Văn hóa và Du lịch của Alberta.

## Đời tư
Miranda là người đồng tính công khai. Ngoài việc thuộc về một nhóm thiểu số tình dục, Miranda đã nói rất nhiều về những khó khăn trong cuộc sống đầu tiên của mình khi chạy trốn chiến tranh và đàn áp, và là tiếng nói của Do Thái giáo trong cơ quan lập pháp, tăng lên để thông báo vào các ngày lễ khác nhau của người Do Thái.
Miranda trở thành bộ trưởng nội các đầu tiên của Alberta kết hôn trong một đám cưới đồng giới. Trong một buổi lễ kết hôn được tổ chức vào ngày 28 tháng 12 năm 2018 tại Bảo tàng Glenbow của Calgary, Miranda kết hôn với bạn trai và bạn đời Christopher Brown. Ông đã gặp Brown vào đầu năm 2018 khi người thứ hai đang làm nhân viên cho Bộ trưởng Bộ Dịch vụ Trẻ em của Canada, Danielle Larivee. Lễ kết hôn của Miranda và Brown được tổ chức bởi Thủ hiến Alberta Rachel Notley.